# Antantreen
Antantreen is een polycyclische aromatische koolwaterstof met als brutoformule C22H12. De stof komt voor als een goudgele vaste stof, die onoplosbaar is in water. Antantreen is een resultaat van de onvolledige verbranding van onder andere fossiele brandstoffen en tabak. Het is mogelijk een carcinogene stof voor de mens.